# Teorie spolehlivosti

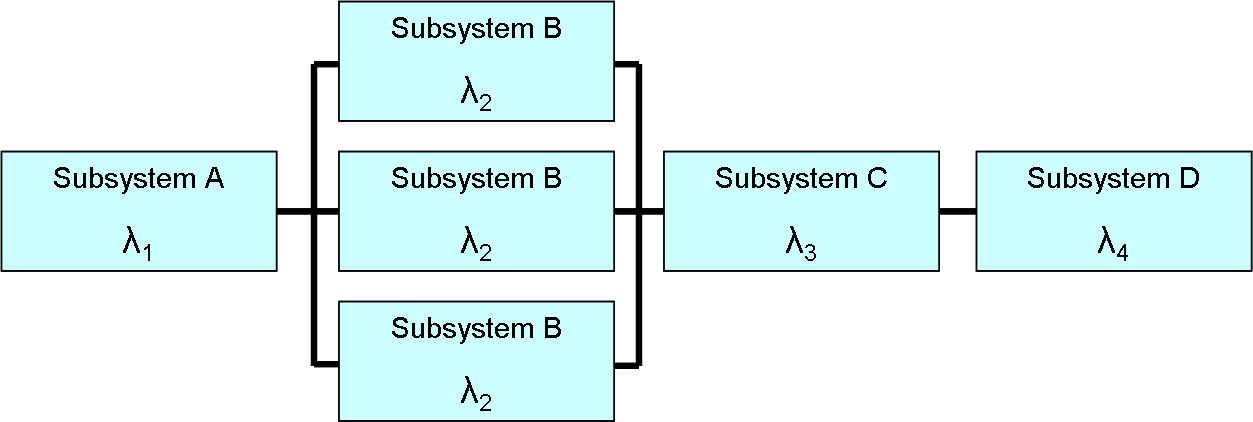
Blokový diagram spolehlivosti systému

Teorie spolehlivosti je matematická disciplína, která se zabývá mírou selhávání prostředků nebo systémů, od kterých se očekává nějaká funkčnost nebo odolnost vůči vnějším vlivům, a rychlostí zotavení z jejich poruchových stavů. V hierarchii matematických odvětví patří pod aplikovanou statistiku.
Pomocí nástrojů teorie spolehlivosti se vyčíslují parametry poruch, jako např. bezpečnost nebo spolehlivost, především těch zařízení, jejichž nečinnost nebo nesprávná činnost jsou z nějakého důvodu vysoce nežádoucí (mají potenciál jaderné havárie, výbuchu plynu, výpadku v dodávce elektrické energie apod.); analýza spolehlivosti je u takových technologických celků často součástí jejich návrhu.

## Střední doba mezi poruchami
Základní veličinou, s níž teorie spolehlivosti pracuje, je tzv. střední doba mezi poruchami (anglicky Mean Time Between Failures, zkratka MTBF), již lze charakterizovat jako průměrnou dobu bezporuchového provozu. Tato skalární veličina se přiřazuje každé komponentě systému a je podkladem pro určení spolehlivosti systému celého.
Na základě spolehlivosti jednotlivých komponent lze stanovovat redundanci.

### Frekvence poruch
Při výpočtech se často pracuje s převrácenou hodnotou střední doby mezi poruchami, zvanou frekvence poruch, která se označuje řeckým písmenem λ (lambda).

## Analýza spolehlivosti
Analýzou spolehlivosti se rozumí zejména posouzení systému tak složitého, že na něj s požadovanou přesností nepostačuje aplikovat obecné vzorce pro sériové nebo paralelní řazení komponent.

### Teorie Markovových procesů
Za primární nástroj pro analýzu spolehlivosti systémů se považuje[zdroj?] teorie tzv. Markovových procesů, která se zabývá stavovou analýzou stochastických systémů v reálném čase. Předpokladem zde je, že systém nemá „paměť“, tzn. že pravděpodobnost přechodu systému do jiného stavu závisí výlučně na jeho současném stavu.

## Spolehlivost a bezpečnost
I když z hlediska matematické analýzy jde o podobnou záležitost, z technického hlediska se jedná o dvě odlišné, často až protichůdné charakteristiky systému. Požadavky na bezpečnost jsou většinou zajišťovány vyřazením zařízení, pokud vznikne podezření, že jeho chod by mohl být nebezpečný. Takže například u zabezpečovacích zařízení zdvojení komponent zvyšuje bezpečnost zařízení a současně snižuje jeho spolehlivost. To je dáno tím, že funkce zařízení se zde ověřuje srovnáváním chodu obou komponent. Pokud je zjištěn odlišný chod, nebo porucha jedné komponenty, zabezpečovací zařízení uvede zabezpečovaný objekt do bezpečného stavu (červené světlo na semaforu, vlaky nejezdí). Cenou za vyšší bezpečnost je, že pravděpodobnost vyhlášení „falešného poplachu“ vzroste.
Spolehlivost klesá také s růstem složitosti systému a snahou uspořit.